# Ogólnopolska Izba Gospodarcza Drogownictwa
Ogólnopolska Izba Gospodarcza Drogownictwa – organizacja samorządu gospodarczego utworzona w celu reprezentowania wspólnych interesów zrzeszonych w niej podmiotów gospodarczych. Reprezentuje interesy ponad 150 przedsiębiorstw z całej Polski. Izba działa na podstawie ustawy z dnia 30 maja 1989 r. o izbach gospodarczych (Dz.U. z 2019 r. poz. 579). Siedziba Izby mieści się w Krakowie, lecz posiada także swoje biuro i siedzibę prezesa w Warszawie.
Do podstawowych zadań Izby należą w szczególności:
1. reprezentacja interesów zrzeszonych podmiotów gospodarczych wobec administracji samorządowej i państwowej oraz instytucji naukowych krajowych i zagranicznych,
2. współtworzenie i współrealizacja polityki gospodarczej branży drogowej i pokrewnych,
3. organizowanie współdziałania członków dla realizacji określonych zadań,
4. promowanie członków Izby w kraju i za granicą,
5. udział w pracach organów administracji państwowej, samorządu terytorialnego i instytucji doradczo-opiniodawczych, w sprawach dotyczących obszarów działalności członków,
6. działanie na rzecz rozwoju członków Izby oraz udział w prowadzeniu przekształceń własnościowych i restrukturyzacyjnych podmiotów gospodarczych,
7. organizowanie profesjonalnych szkoleń i doradztwa gospodarczego,
8. tworzenie warunków do rozstrzygania sporów w drodze postępowania polubownego i pojednawczego,
9. podejmowanie w interesie publicznym ochrony interesów przedsiębiorców – członków Izby.